# Кендалл, Раймонд
Раймонд Эдвард Кендалл (англ. Raymond Edward Kendall; род. 5 октября 1933, Кентербери, Кент) — британский государственный и полицейский деятель. Генеральный секретарь Интерпола (1985—2000).

## Биография
Учился в Оксфордском университете, получил диплом с отличием о современных языках и магистра искусств.
Кендалл начал военную службу в Королевских ВВС в 1951 году, служил в Федерации Малай (ныне часть Малайзии). Начал служить в полиции в 1962 году, где служил в специальном отделении и стал заместителем помощника комиссара.
В 1971 году он присоединился к Интерполу и стал помощником директора по наркотикам. В 1975 году он был назначен директором. Отслужил три срока в качестве Генерального секретаря Интерпола с 1985 года до его выхода на пенсию в 2001 году. Избран в октябре 1985 года на 54-й сессии Генеральной Ассамблеи, Вашингтоне (округ Колумбия), был переизбран в октябре 1990 года на 59-й сессии Генеральной Ассамблеи, Оттава и снова в октябре 1995 года на 64-й сессии Генеральной Ассамблеи, Пекин.